# Maria Santissima Addolorata di Castelpetroso

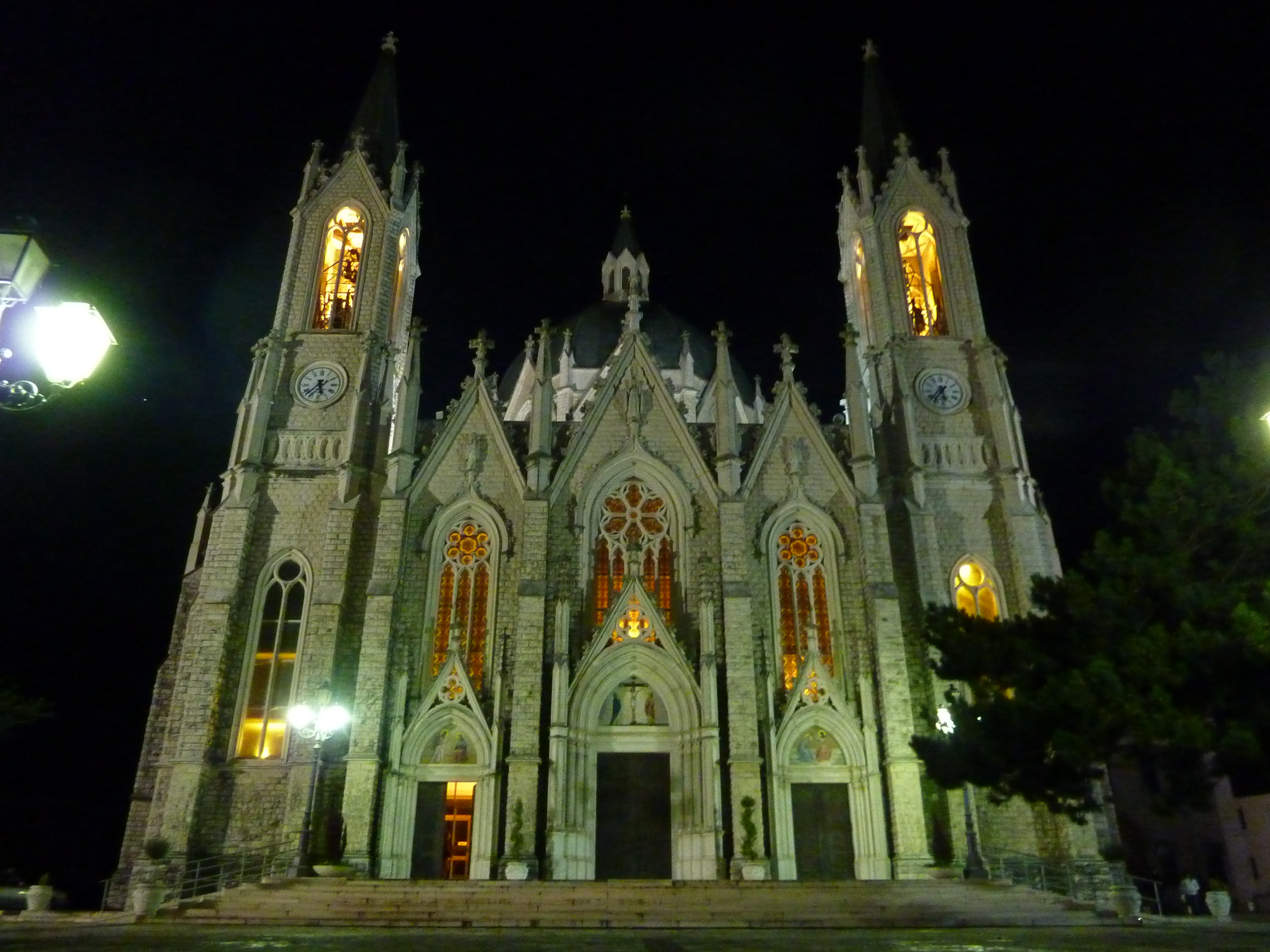
Santuario dell'Addolorata di Castelpetroso

Maria Santissima Addolorata è l'appellativo con cui i cattolici venerano Maria in seguito alle apparizioni che avrebbero avuto, nel 1888, due contadine presso Castelpetroso, in provincia di Isernia.

## La storia delle apparizioni
Il 22 marzo 1888, in località "Cesa tra Santi" presso Castelpetroso, paese molisano in provincia di Isernia, due contadine, Fabiana Cicchino, detta Bibiana, e Serafina Valentino, rispettivamente di 35 e 34 anni, stavano cercando una pecorella che si era smarrita, quando Bibiana fu colpita da una luce proveniente da una grotta: avvicinatasi, avrebbe visto la Madonna, con il cuore trafitto da sette spade, le braccia aperte e lo sguardo rivolto al cielo, inginocchiata davanti al corpo sdraiato di Gesù morto, coperto di piaghe. La Vergine non avrebbe parlato, mentre Serafina, accorsa sul posto, inizialmente non vide nulla.

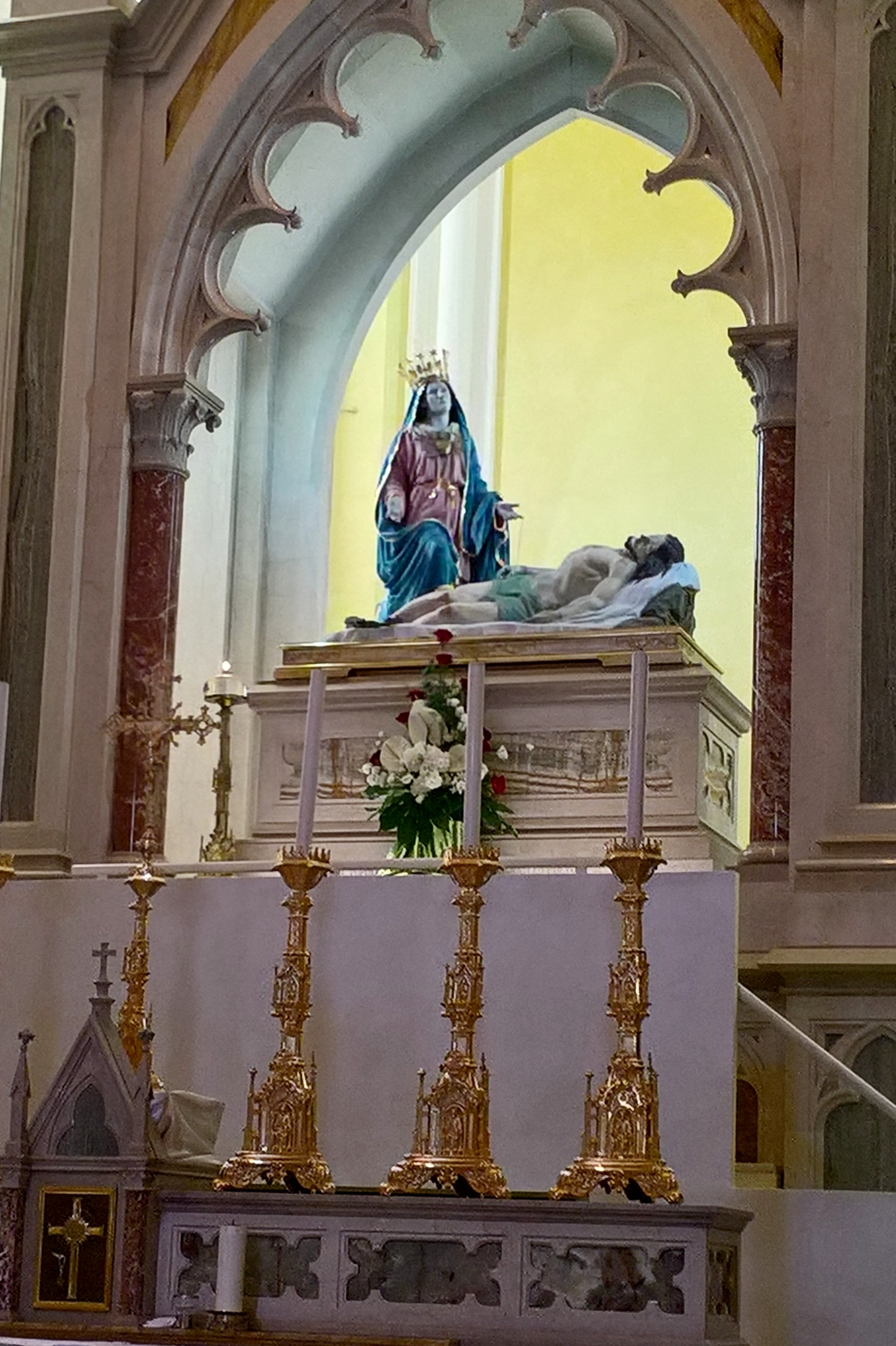
La scultura della Madonna Addolorata sul Cristo morto, nel santuario

Dieci giorni dopo, 1º aprile, giorno di Pasqua, l'apparizione si sarebbe ripetuta allo stesso modo, e anche Serafina disse di averla potuta vedere. 
Mentre pellegrini sempre più numerosi cominciavano ad affluire sul posto, il vescovo di Bojano, Francesco Macarone Palmieri, aprì un'indagine sui fatti.

Successivamente papa Leone XIII incaricò monsignor Palmieri di effettuare una ricognizione presso la grotta e questi, il 26 settembre 1888, avrebbe a sua volta assistito all'apparizione, scrivendo in seguito: 
Le apparizioni si sarebbero manifestate in seguito a diversi pellegrini, mentre una piccola sorgente d'acqua scaturì presso la grotta.
Nel novembre del 1888 il direttore della rivista mariana Il Servo di Maria, Carlo Acquaderni, fratello di Giovanni Acquaderni, uno dei fondatori di Azione Cattolica, si recò alla grotta di Castelpetroso con il figlio dodicenne Augusto, condannato dalla tubercolosi ossea, allora inguaribile: questi, dopo aver bevuto l'acqua della sorgente, inaspettatamente guarì.
In seguito a quest'episodio Carlo Acquaderni si fece promotore, insieme al vescovo Palmieri, di una raccolta di fondi per la costruzione di un santuario, che venne progettato dall'ingegner Francesco Gualandi di Bologna. La prima pietra venne posata il 28 settembre 1890, mentre la consacrazione e l'inaugurazione avvennero il 21 settembre 1975, con la partecipazione del vescovo di Campobasso-Bojano, monsignor Alberto Carinci, che oggi riposa nel sarcofago posto dietro l'altare maggiore, e di tutti i vescovi del Molise.

## La posizione della Chiesa cattolica
Dopo il citato riconoscimento vescovile e la successiva consacrazione del santuario, il 6 dicembre 1973 papa Paolo VI proclamò la Vergine Addolorata di Castelpetroso quale celeste Patrona del Molise. 
Il 19 marzo 1995, nella solennità di San Giuseppe, papa Giovanni Paolo II visitò il luogo sacro, rendendo omaggio alla statua della Vergine Addolorata.
Il 5 luglio 2014 anche papa Francesco si è recato in pellegrinaggio presso il santuario di Castelpetroso rendendo omaggio alla Vergine Addolorata assieme ai giovani di Abruzzo e Molise che ha incontrato sul sagrato della Basilica.
Dal febbraio 1993 al 2005 il santuario è stato affidato alle cure pastorali e liturgiche dei Francescani e delle Francescane dell'Immacolata, fondati da padre Stefano Maria Manelli negli anni ottanta. Nel nuovo millennio è subentrato un nuovo ordine maschile, i Frati minori conventuali di Abruzzo e Molise. L'assistenza ai pellegrini e l'orfanotrofio sorto accanto alla chiesa sono stati affidati alle Piccole Discepole di Gesù di Marino (Roma) fino al 2013.
Dal 28 settembre 2014 i servizi di assistenza ai pellegrini sono stati affidati alle Serve del Signore e della Vergine di Matarà.